# Pancovia laurentii
Pancovia laurentii là một loài thực vật có hoa trong họ Bồ hòn. Loài này được (De Wild.) Gilg ex De Wild. mô tả khoa học đầu tiên năm 1909.